# Redes Energéticas Nacionais
REN - Redes Energéticas Nacionais, anche nota semplicemente come REN, è una società portoghese del settore energetico, concessionaria delle due principali reti infrastrutturali energetiche del paese lusitano: la Rete Nazionale di Trasmissione dell'Energia Elettrica (RNT) e la Rete Nazionale di Trasporto del Gas Naturale (RNTGN). È responsabile della pianificazione, della costruzione, del funzionamento, della manutenzione e della gestione tecnica globale di entrambe le reti e delle infrastrutture associate.

## Storia
REN è stata creata nell'agosto 1994 a seguito della scissione di Eletricidade de Portugal (EDP), una scissione e una ristrutturazione organizzativa che ha portato alla creazione del Gruppo EDP, che all'epoca consisteva in una holding e 19 società, 6 delle quali, tra cui REN, erano responsabili delle principali attività di core business di EDP.
La sua storia, però, affonda le radici nel 1947, anno in cui è stata fondata la CNE - Companhia Nacional de Eletricidade, un'azienda pioniera nel trasporto di energia elettrica in Portogallo e quindi il suo predecessore originale.
Nel novembre 2000, REN ha lasciato il Gruppo EDP. La prosecuzione del processo di privatizzazione del Gruppo nel 2000 e la liberalizzazione del mercato europeo dell'energia che, in conformità alla Direttiva 96/92/CE del 19 dicembre 1996, ha imposto la separazione giuridica tra le società responsabili della gestione della rete di trasmissione e quelle che svolgono attività di generazione e distribuzione di energia elettrica, hanno reso inaccettabile il mantenimento del modello esistente (gestione delle tre attività all'interno della stessa società), in quanto si è ritenuto che ciò potesse portare a potenziali conflitti di interesse, indesiderabili in un mercato aperto e trasparente.
In linea con ciò, il governo, attraverso il Decreto Legge 198/2000 del 24 agosto, ha reso REN autonoma, in una chiara scelta di ristrutturazione del Sistema Elettrico Nazionale (SEN), consolidando così la posizione della concessionaria di rete come entità indipendente dagli altri operatori.
Per apportare valore aggiunto ai propri azionisti e seguendo una strategia di diversificazione e di valorizzazione della propria rete privata di telecomunicazioni, alla fine del 2001, REN ha creato Rentelecom - Comunicações S.A., la sua prima società controllata.
Nel 2003, nell'ambito della liberalizzazione del mercato dell'energia elettrica, il 16 giugno, REN ha costituito una seconda filiale, OMIP - Operador do Mercado Ibérico de Energia (Polo Português), S.A., la cui missione è gestire il mercato a lungo termine dell'energia elettrica insieme a OMEL - Operador del Mercado Ibérico de Energia (Polo Español), S.A., responsabile della gestione dei mercati giornalieri e intragiornalieri. Per consentire a questi due centri di fondersi e formare così il Mercato Iberico dell'Elettricità (MIBEL), previsto per il 2006, l'OMIP, inizialmente costituito esclusivamente con il capitale della REN, subirà un graduale adeguamento della sua struttura azionaria. Il primo passo in questa direzione è stato compiuto nel 2003 con lo scambio di quote del 10% tra i due operatori.
Ancora nel 2003, il 31 dicembre, nel quadro della riorganizzazione del settore energetico in Portogallo, REN ha acquisito il 18,3% del capitale sociale di Galp Energia e, alla fine del 2006, ha acquisito le attività di trasporto del gas ad alta pressione. A quel punto, REN aveva già acquisito la maggior parte delle attività di Transgás, una holding di Gás de Portugal (di proprietà di Galp Energia). L'azienda è stata quindi rinominata REN - Redes Energéticas Nacionais.
Il 3 novembre 2011, il 19º governo costituzionale portoghese ha approvato la seconda fase del processo di riprivatizzazione del capitale sociale di REN. Tale processo si è concluso, il 2 febbraio 2012, con l'ingresso di State Grid of China e Oman Oil, come azionisti, nel capitale della società. Il 24 aprile 2014, Parpública e Caixa Geral de Depósitos, ambedue di proprietà statale, hanno deciso di vendere l'11% di REN, il che è culminato con l'uscita di entrambe dall'azionariato di riferimento della società il 16 giugno 2014.
Nel luglio 2021, l'imprenditore spagnolo Amancio Ortega, presidente e fondatore di Inditex, ha acquisito una partecipazione in Oman Oil, arrivando a detenere il 12% della società.

## Struttura azionaria
Al 2025, i principali azionari di Redes Energéticas Nacionais sono:
- State Grid of China, 25,0%
- Amancio Ortega (attraverso Pontegadea Inversiones S.L.), 12,0%
- Lazard Asset Management, 7,7%
- Fidelidade, 5,3%
- Redeia Corporación S.A., 5,0%
- Azioni proprie, 0,6%
- Capitale flottante (azionisti privati), 44,4%